# Eriodictiol
Eriodictiol é uma flavanona, um flavonoide extraído da Yerba Santa (Eriodictyon californicum), uma planta nativa da América do Norte.